# 미나미사이타마군

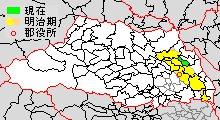
사이타마현 미나미사이타마군의 위치

미나미사이타마군(일본어: 南埼玉郡, みなみさいたまぐん)은 사이타마현의 군이다.
인구 33,648명, 면적 15.95km², 인구밀도 2,110명/km².(2025년 3월 1일, 추계인구)
이하 1정으로 구성된다.
- 미야시로정(宮代町)

## 구녁
위의 미야시로정 이외에 현재의 행정 구역 상으로 대체로 아래 구역에 해당한다.
- 고시가야시(전역)
- 하스다시(전역)
- 야시오시(전역)
- 시라오카시(전역)
- 사이타마시(이와쓰키구 전역)
- 가스카베시의 일부
- 소카시의 일부
- 구키시의 일부

위 가운데 소카시 구역은 기타아다치군에, 구키시의 일부는 기타카쓰시카군에 편입되었다.

## 역사
- 1879년 3월 17일 - 군구정촌 편제법이 사이타마현에서 시행됨에 따라 사이타마현의 6정 218촌의 구역에 행정구역 미나미사이타마군이 발족.
- 1881년 - 가야마촌이 분리되어 가미카야마촌과 시모키애미촌이 됨.(6정 219촌)
- 1889년 4월 1일 - 정촌제 시행에 따라 아래의 정촌이 발족.(6정 44촌)

- 이와쓰키정(岩槻町): 현 사이타마시
- 하치조촌(八条村): 현 야시오시, 소카시
- 니와촌(新和村): 현 사이타마시
- 니카타촌(新方村): 현 고시가야시
- 도요하루촌(豊春村): 현 가스카베시
- 오사가미촌(大相模村): 현 고시가야시
- 오부쿠로촌(大袋村): 현 고시가야시
- 오기시마촌(荻島村): 현 고시가야시
- 오야마촌(大山村): 현 시라오카시, 구키시
- 오바야시촌(小林村): 현 구키시
- 오타촌(太田村): 현 구키시
- 와시노미야촌(鷲宮村): 현 구키시
- 와도촌(和土村): 현 사이타마시
- 가와야기촌(川柳村): 현 소카시, 고시가야시
- 가모촌(蒲生村): 현 고시가야시
- 가와도리촌(川通村): 현 사이타마시
- 가스카베정(粕壁町): 현 가스카베시
- 가시와자키촌(柏崎村): 현 사이타마시
- 가와이촌(河合村): 현 사이타마시, 하스다시
- 가야마촌(栢間村)현 구키시
- 다케사토촌(武里村): 현 가스카베시
- 우치마키촌(内牧村): 현 가스카베시
- 구로하마촌(黒浜村): 현 하스다시
- 야와타촌(八幡村): 현 야시오시
- 마스바야시촌(増林村): 현 고시가야시
- 구키정(久喜町): 현 구키시
- 고시가야정(越ヶ谷町):현 고시가야시
- 오사와정(大沢町):현 고시가야시
- 에즈라촌(江面村): 현 구키시
- 데와촌(出羽村): 현 고시가야시
- 산가촌(三箇村): 현 구키시
- 사쿠라이촌(桜井村): 현 고시가야시
- 기요쿠촌(清久村): 현 구키시
- 쇼부정(菖蒲町): 현 구키시
- 시노즈촌(篠津村): 현 시라오카시
- 지온지촌(慈恩寺村): 현 사이타마시
- 시오도메촌(潮止村): 현 야시오시
- 오카이즈미촌(岡泉村), 사나가야촌(実ケ谷村), 센다노촌(千駄野村), 고구키촌(小久喜村), 가미노다촌(上野田村), 시모노다촌(下野田村), 쓰메타가야촌(爪田ケ谷村), 오타아라이촌(太田新井村), 히코베에촌(彦兵衛村):현 시라오카시
- 히라노촌(平野村): 현 하스다시
- 몬마촌(百間村): 현 미야시로정
- 스카촌(須賀村): 현 미야시로정
- 아아세촌(綾瀬村):현 하스다시

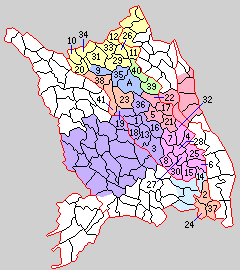
1.이와쓰키정 2.하치조촌 3.니와촌 4.니카타촌 5.도요하루촌 6.오사가미촌 7.오부쿠로촌 8.오기시마촌 9.오야마촌 10.오바야시촌 11.오타촌 12.와시노미야촌 13.와도촌 14.가와야기촌 15.가모촌 16.가와도리촌 17.가스카베정 18.가시와자키촌 19.가와이촌 20.가야마촌 21.다케사토촌 22.우치마키촌 23.구로하마촌 24.야와타촌 25.마스바야시촌 26.구키정 27.고시가야정 28.오사와정 29.에즈라촌 30.데와촌 31.산가촌 32.사쿠라이촌 33.기요쿠촌 34.쇼부정 35.시노즈촌 36.지온지촌 37.시오도메촌 38.히라노촌 39.몬마촌 40.스카촌 41.아아세촌 A.히카쓰 조합촌 (보라:사이타마시 분홍:고시가야시 빨강:가스카베시 위쪽 등색:하스다시 아래 등색:야시오시 노랑:구키시 파랑:시라오카시 초록:미야시로정 하늘색:소카시)

- 1895년 3월 15일 - 히카쓰 조합촌(오카이즈미촌·사나가야촌·센다노촌·고구키촌·가미노다촌·시모노다촌·쓰메타가야촌·오타아라이촌·히코베에촌)이 합병하여 히카쓰촌(日勝村)이 발족.(6정 36촌)
- 1933년 4월 17일 - 와시노미야촌이 정제 시행으로 와시노미야정(鷲宮町)이 됨.(7정 35촌)
- 1934년 10월 1일 - 아아세촌이 개칭과 정제 시행으로 하스다정(蓮田町)이 됨.(8정 34촌)
- 1944년 4월 1일 - 가스카베정(粕壁町)·우치마키촌이 합병하여 가스카베정(春日部町)이 발족.(8정 33촌)
- 1954년
  - 5월 3일(8정 25촌)
    - 이와쓰키정·가와도리촌·가시와자키촌·니와촌·와도촌·河合村·慈恩寺村이 합병하여, 새로이 이와쓰키정이 발족.
    - 하스다정·구로하마촌·히라노촌이 합병하여, 새로이 하스다정이 발족.

  - 7월 1일(6정 20촌)
    - 이와쓰키정이 시제 시행으로 이와쓰키시(岩槻市)가 되어, 군에서 이탈.
    - 가스카베정·도요하루촌·다케사토촌이 기타카쓰시카군 고마쓰촌·도요노촌과 합병하여 가스카베시(春日部市)가 발족, 군에서 이탈.
    - 구키정·오타촌·에즈라촌·기요쿠촌이 합병하여, 새로이 구키정이 발족.

  - 9월 1일(7정 14촌)
    - 쇼부정·오바야시촌·가야마촌·산가촌 및 오야마촌의 일부가 합병하여, 새로이 쇼부정이 발족.
    - 히카쓰촌·시노즈촌·오야마촌의 잔여부가 합병하여 시라오카정(白岡町)이 발족.

  - 11월 3일(6정 6촌)
    - 고시가야정(越ヶ谷町)·오사와정·니카타촌·가모촌·마스바야시촌·데와촌·사쿠라이촌·오사가미촌·오부쿠로촌·오기시마촌이 합병하여 고시가야정(越谷町)이 발족.
- 1955년
  - 1월 1일 - 와시노미야정(鷲宮町)이 기타카쓰시카군 사쿠라다촌의 일부와 합병하여 기타카쓰시카군 와시미야정(鷲宮町)이 발족, 군에서 이탈.(5정 6촌)
  - 7월 20일 - 몬마촌·스카촌이 합병하여 미야시로정(宮代町)이 발족.(6정 4촌)
  - 8월 1일 - 가와야기촌이 기타아다치군 소카정에 편입, 군에서 이탈.(6정 3촌)
  - 11월 3일 - 기타아다치군 소카정의 일부가 고시가야정에 편입.
- 1956년
  - 1월 1일 - 이와쓰키시의 일부가 하스다정에 편입.
  - 9월 28일
    - 야와타촌·시오도메촌 및 하치조촌의 일부가 합병하여 야시오촌(八潮村)이 발족.
    - 하치조촌의 잔여부가 기타아다치군 소카정에 편입.(6정 1촌)
- 1958년 11월 3일 - 고시가야정이 시제 시행으로 고시가야시(越谷市)가 되어, 군에서 이탈.(5정 1촌)
- 1964년 10월 1일 - 야시오촌이 정제 시행으로 야시오정(八潮町)이 됨.(6정)
- 1971년 10월 1일 - 구키정이 시제 시행으로 구키시(久喜市)가 되어, 군에서 이탈.(5정)
- 1972년
  - 1월 15일 - 야시오정이 시제 시행으로 야시오시(八潮市)가 되어, 군에서 이탈.(4정)
  - 10월 1일 - 하스다정이 시제 시행으로 하스다시(蓮田市)가 되어, 군에서 이탈.(3정)
- 2010년 3월 23일 - 쇼부정이 구키시 및 기타카쓰시카군 와시마야정, 구리하시정과 합병하여 , 새로이 구키시(久喜市)가 발족, 군에서 이탈.(2정)
- 2012년 10월 1일 - 시라오카정이 시제 시행으로 시라오카시(白岡市)가 되어, 군에서 이탈.(1정)